# Fanam di Madras
Il fanam fu la moneta coniata dalla Madras Presidency fino al 1815. Circolava accanto alla rupia indiana che era anche questa emessa dalla Presidency. Il fanam era una piccola moneta d'argento, suddivisa in 80 cash di rame e che aveva come multiplo la pagoda d'oro dal valore di 42 fanam. La rupia valeva 12 fanam. Dopo il 1815 furono emesse solo monete in rupie.

## Tabella di conversione
| Pagoda | Rupia | Fanam | Cash |
| ------ | ----- | ----- | ---- |
| 1      | 3½    | 42    | 3360 |
|        | 1     | 12    | 960  |
|        |       | 1     | 80   |

Il fanam fu emesso anche in Travancore, con un valore di 1/7 della rupia di Travancore, mentre nell'India danese fu emesso il fano, dal valore di 1/8 della rupia dell'India danese e nell'India francese fu emesso il fanon, dal valore di 1/8 della rupia dell'India francese.